# Pteronarcys sachalina
Pteronarcys sachalina is een steenvlieg uit de familie Pteronarcyidae. De wetenschappelijke naam van de soort is voor het eerst geldig gepubliceerd in 1908 door Klapálek.